# Ad astra (nouvelle)
Pour les articles homonymes, voir Ad astra.
Ad astra (titre original : Ad astra) est une nouvelle du romancier américain William Faulkner, parue en 1931.

## Historique
Ad astra est parue initialement dans le recueil Treize histoires (These Thirteen) en 1931. 

## Résumé
Cette nouvelle a pour sujet une soirée entre pilotes durant la fin de la Première Guerre mondiale. 

## Édition française
- Ad astra, traduit par René-Noël Raimbault et Charles P. Vorce, dans Treize histoires, Gallimard, « Du monde entier », 1939

## Sources
- Robert W. Hamblin et Charles A. Peek. A William Faulkner Encyclopedia, New York, Greenwood, 1999, p. 103.